# Osdorf, Rendsburg-Eckernförde
Osdorf là một đô thị thuộc quận Rendsburg-Eckernförde, bang Schleswig-Holstein.